# 福岡市立香陵小学校
福岡市立香陵小学校（ふくおかしりつ こうりょうしょうがっこう）は、福岡県福岡市東区香椎浜四丁目 にある公立小学校。

## 校勢
2016年5月1日現在
- 学級数 - 単式学級13学級、特別支援学級2学級
- 児童数 - 383人（うち特別支援学級9人）

## 歴史
- 1992年（平成4年）4月1日 - 福岡市立香椎浜小学校、福岡市立千早西小学校から分離し開校[4]。開校当時の学級数・児童数は14学級437人。

## 通学区域
- 東区香椎浜1丁目の一部、香椎浜4丁目[5]

東区中部の千早駅の北西約600m-1kmの一帯。香椎浜1丁目は市営香椎浜住宅の一角。学校の立地する香椎浜4丁目はマンションが多い。
中学校は福岡市立香椎第１中学校の校区。

### 校区が隣接する小学校
- 福岡市立香椎小学校
- 福岡市立千早小学校
- 福岡市立千早西小学校
- 福岡市立香椎浜小学校

### 校区内の主な施設
- 愛咲美保育園
- 福岡東郵便局
- 市営香椎浜住宅
- 九州大学国際交流会館
- 香椎浜東公園
- 香椎変電所

## 校歌
- 作詞：大田奨
- 作曲：奥山晴美